# گوروگ باشینجاقیان
گِوروگ باشینجاقیان (ارمنی: Գևորգ Բաշինջաղյան؛ ۱۶ سپتامبر ۱۸۵۷ - ۴ اکتبر ۱۹۲۵)، نقاش ارمنی سبک واقع‌گرایی بود. وی تأثیر زیادی بر منظره‌نگاری در نقاشی ارمنی گذاشت.

## زندگی‌نامه
وی در بین سال‌های ۱۸۷۶ تا ۱۸۷۸ در تفلیس و بین سال‌های ۱۸۷۹ تا ۱۸۸۳ در سنت پترزبورگ در رشته هنر نقاشی تحصیل نمود. بیشتر عمر خویش را در تفلیس سپری نمود. در سال ۱۸۸۴ از ایتالیا و سوئیس دیدن نمود و در بین سال‌های ۱۸۹۹ تا ۱۹۰۱ موقتاً در پاریس اقامت نمود. وی در تفلیس درگذشت.

## نگارخانه

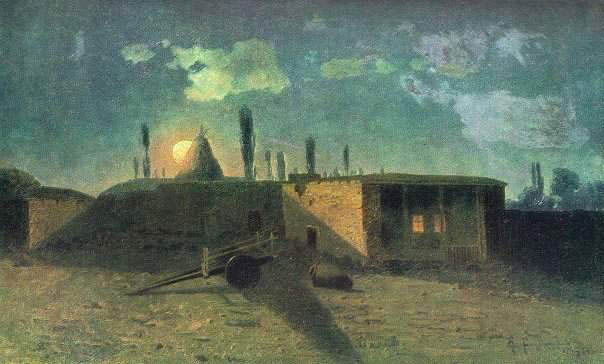
خانهٔ پدری خاچاطور آبوویان در روستای کاناکر، ۱۸۸۴ م
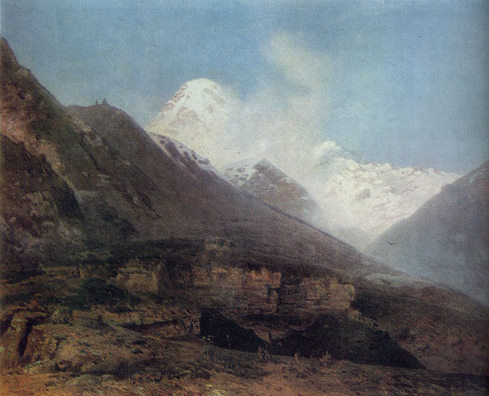
کوه‌های شیراک، ۱۸۹۴ م
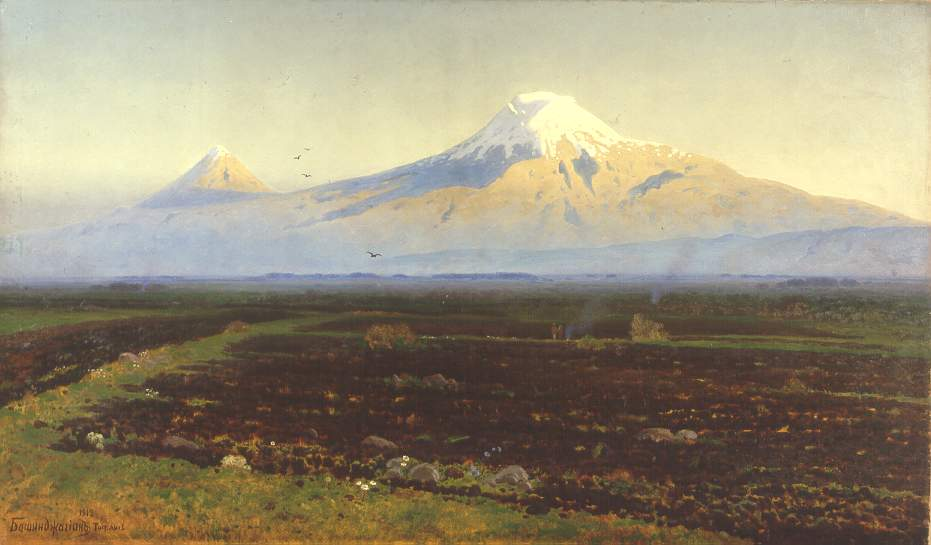
آرارات، ۱۹۱۲ م موزه هنرهای زیبای ایروان
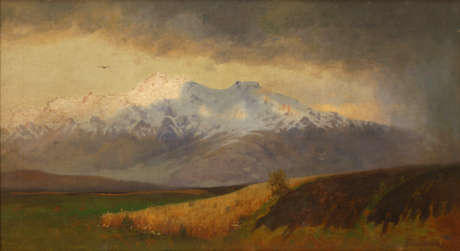
آراگاتس، ۱۹۱۷ م
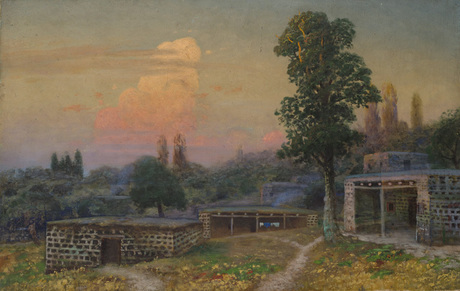
طلوع خورشید در روستای ارمنی، پیش از ۱۹۲۵ م
نگارخانه ترتیاکوف